# 知念孝
知念孝（日语：／ Chinen Takashi，1967年3月25日—），日本男子竞技体操运动员。他曾获得1992年夏季奥运会体操比赛男子团体全能铜牌。他也在1994年亚洲运动会获得男子团体全能的铜牌。他的儿子知念侑李是偶像团体Hey! Say! JUMP的成员。